# Garrano
Le Garrano (portugais : Garrano) est une race de poneys d'allures, originaire des montagnes du Nord-ouest du Portugal. Rattaché au groupe des poneys du Nord de la Péninsule Ibérique, il est localement monté, bâté ou encore attelé. 
Avec environ 4 000 individus recensés en 2017, le Garrano est une race rare.

## Histoire
Une étude espagnole le rattache au tronc des races de chevaux dites Cantabriques-pyrénéennes (cántabro-pirenaico), ce qui l'apparente à l'Asturcón, à la Jaca Navarra, au Mérens et au Pottok. 
Un premier plan de sauvegarde est mis en place durant les années 1970. 
Cette race très ancienne vit toujours en semi-liberté (les chevaux sont laissés toute l'année en montagne) dans le parc national de Peneda-Geres. Le Garrano doit son nom à une région au Nord du Portugal, le Minho, dont il est originaire. Cette race serait l’ancêtre de l’Andalou et du Galicien. Le Garrano a influencé d’autres races et a subi l'influence de l'Arabe, perdant ses caractéristiques originelles.
La race dispose d'un stud-book.

## Description

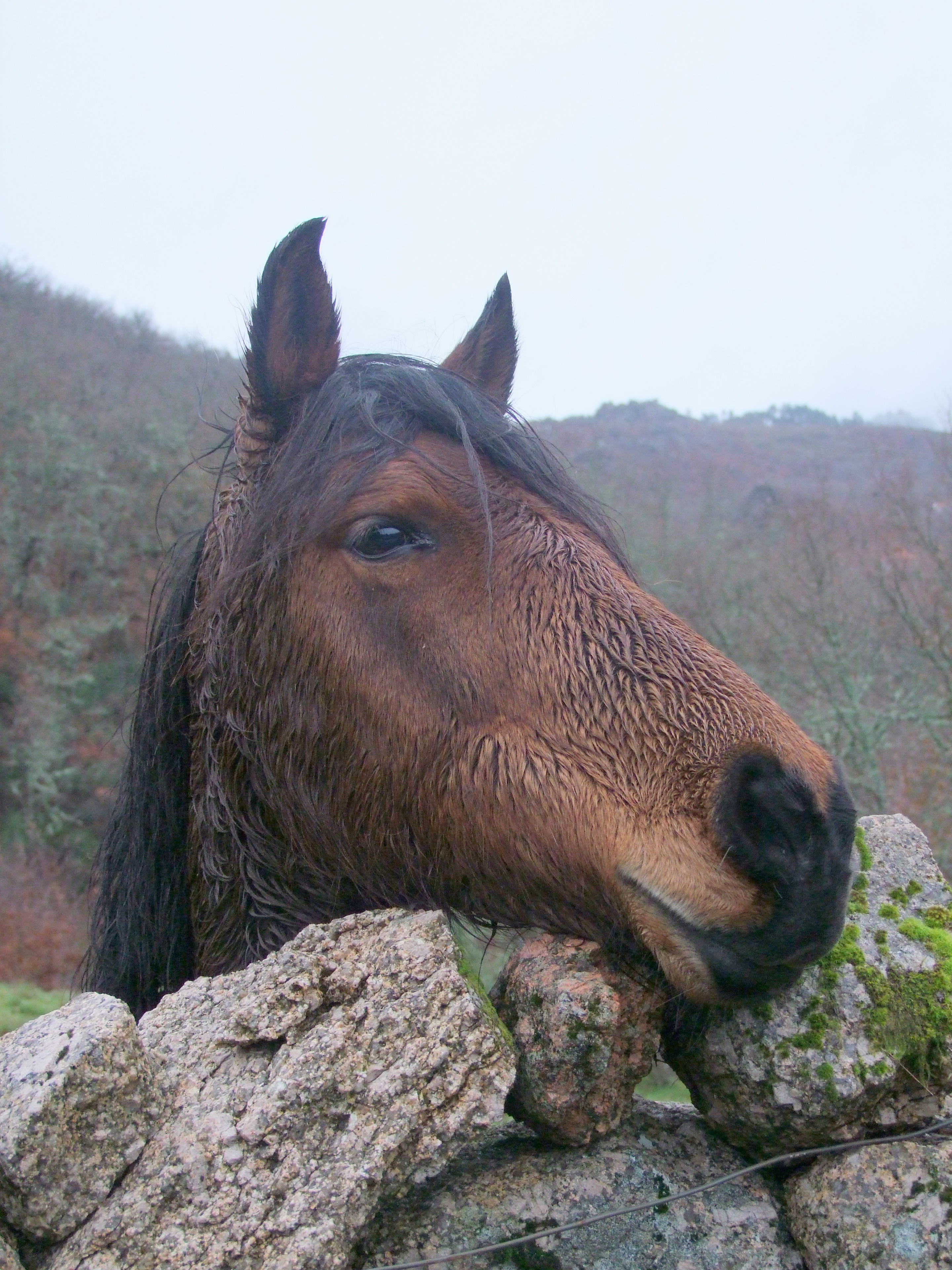
Détail sur la tête d'un Garrano à Gerês.

Il est rattaché au groupe des poneys du Nord de la péninsule ibérique. D'après CAB International, il toise de 1,22 m à 1,42 m. La base de données DAD-IS cite une fourchette plus réduite, de 1,20 m à 1,28 m, pour un poids de 300 à 350 kg.
Le Garrano présente le profil de tête typique du poney celte, en forme de « S » aplati, dit « profil romain ».
C'est un poney docile et intelligent. 
La robe est de couleur sombre. Elle est généralement baie, mais environ 30 % des poneys sont porteurs de l'allèle récessif codant la robe alezane.
Le Garrano a naturellement des allures supplémentaires. Il est tout particulièrement adapté aux régions montagneuses.
La sélection et la gestion de la race sont assurées par le Serviço nacional Condélico and Associação Nacional de Criadores de Cavalos Raça Garrano.

## Utilisations
Ces poneys sont montés, bâtés, et attelés. Ils sont appréciés pour le travail à la ferme. Ils sont généralement utilisés dans les courses traditionnelles annuelles appelées Corridas de passo travado à Ponte de Lima, au Portugal.

## Diffusion de l'élevage

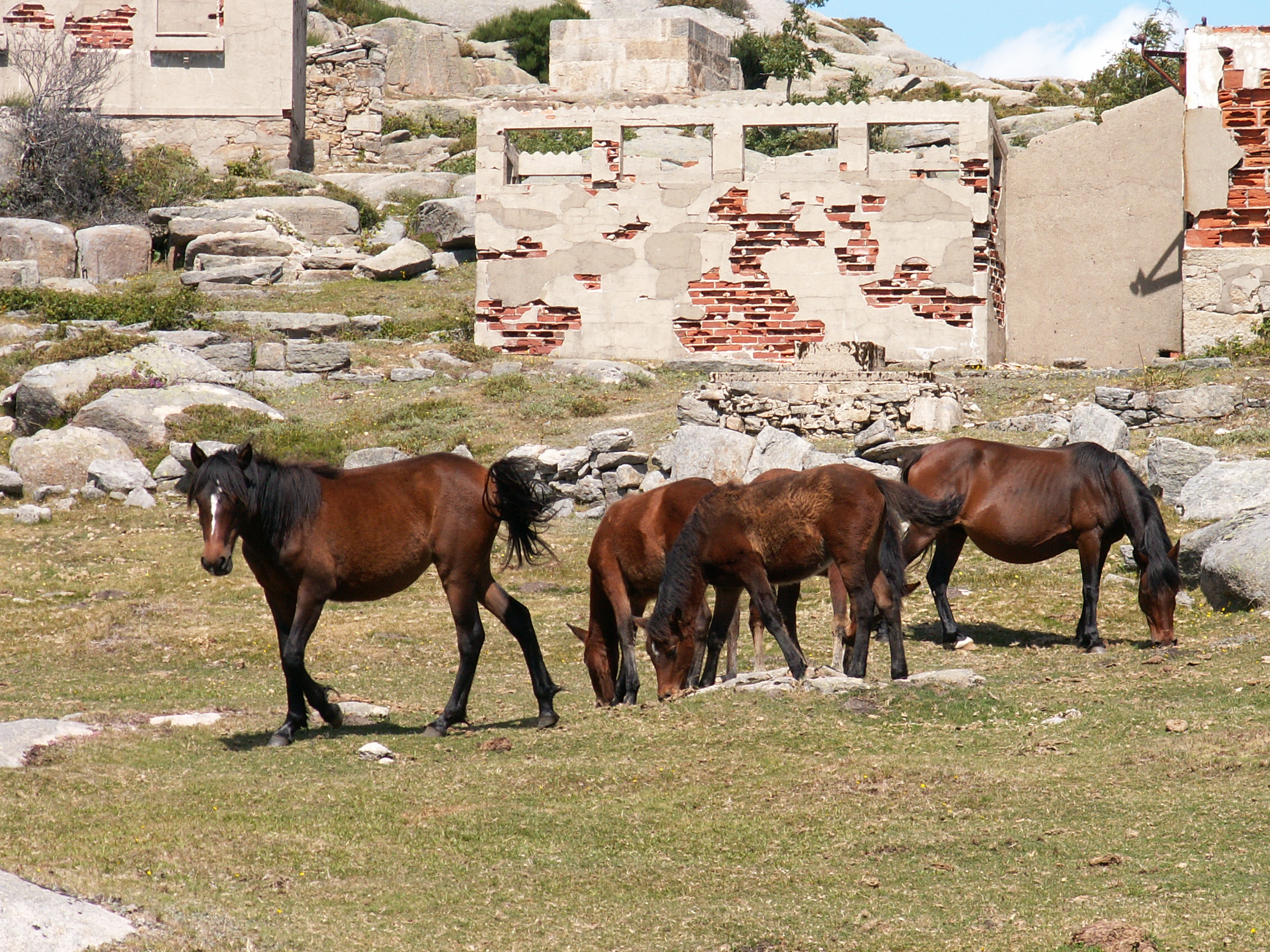
Groupe de Garranos dans le parc national de Peneda-Gerês.

Le Garrano est signalé comme une race rare (2018), native du Portugal, propre plus précisément aux régions montagneuses du Nord-Ouest de ce pays. En 2017, la population se situe autour des 4 000 individus, avec une tendance à la hausse.